# Arussaare jõgi
Arussaare jõgi (även Retla jõgi) är ett vattendrag i landskapet Viljandimaa i centrala Estland. Den är ett västligt högerbiflöde till Navesti jõgi och ingår i Pärnus avrinningsområde. Källan ligger i våtmarken Retla raba vid byn Kabala i Türi kommun. Ån löper i sydlig riktning, parallellt med Räpu jõgi, till sammanflödet med Navesti jõgi vid byn Arussaare i Kõo kommun. Ån är 17,5 km lång.